# Pretty Girl (Maggie Lindemann)
Pretty Girl is een nummer van de Amerikaanse zangeres Maggie Lindemann uit 2016.
De originele versie van het nummer deed wereldwijd weinig tot niets in de hitlijsten. In 2017 werd een remix van de Amerikaanse dj's Cheat Codes en Cade succesvol in voornamelijk Europa. Deze remix van "Pretty Girl" haalde de 1e positie in de Nederlandse Tipparade, in Vlaanderen haalde het de 6e positie in de Tipparade.